# ادگرتن، آلبرتا
ادگرتن، آلبرتا (به انگلیسی: Edgerton, Alberta) یک منطقهٔ مسکونی در کانادا است که در آلبرتا واقع شده‌است. ادگرتن ۳۸۴ نفر جمعیت دارد و ۶۵۰ متر بالاتر از سطح دریا واقع شده‌است.